# Pauling-skalaen
Pauling-skalaen er en talskala, som bruges til at måle et atoms elektronegativitet – altså hvor godt et atom tiltrækker elektroner i en kemisk binding.
Den blev opfundet af kemikeren Linus Pauling.[kilde mangler]

## Skalaen i korte træk
- Det er en relativ skala fra ca. 0 til 4
- Jo højere tal, jo mere elektronegativt er atomet

| Atom         | Elektronegativitet (ca.)      |
| ------------ | ----------------------------- |
| Fluor (F)    | 3,98 ← højst!                 |
| Oxygen (O)   | 3,44                          |
| Nitrogen (N) | 3,04                          |
| Carbon (C)   | 2,55                          |
| Hydrogen (H) | 2,20                          |
| Natrium (Na) | 0,93 ← meget lav              |
| Cesium (Cs)  | 0,79 ← lavest blandt metaller |

## Hvad bruges Pauling-skalaen til?
Den hjælper med at forudsige hvilken type binding der dannes mellem to atomer:
| Forskel i elektronegativitet | Type binding            |
| ---------------------------- | ----------------------- |
| 0 – 0,4                      | Upolær kovalent binding |
| 0,5 – 1,7                    | Polær kovalent binding  |
| > 1,7                        | Ionbinding              |

## Eksempel
H–Cl
H = 2,20
Cl = 3,16
Forskel = 0,96 → polær kovalent binding